# Mycena mariae
Mycena mariae är en svampart som beskrevs av G. Stev. 1964. Mycena mariae ingår i släktet Mycena och familjen Mycenaceae.   Inga underarter finns listade i Catalogue of Life.